# Pimelea notia
Pimelea notia är en tibastväxtart som beskrevs av Colin James Burrows och Thorsen. Pimelea notia ingår i släktet Pimelea och familjen tibastväxter. Inga underarter finns listade i Catalogue of Life.